# Не се сърди, човече! (филм, 1983)
„Не се сърди, човече!“ е българска телевизионна новела (социална комедия) от 1983 година на режисьора Иван Зоин, по сценарий на Дамян Бегунов и Иван Зоин. Оператор е Михаил Михайлов. Музиката във филма е композирана от Петър Лъджев. Художник – Петър Николов.
Филмът е по произведения на Дамян Бегунов.

## Сюжет
Във филма се проследяват сложните психологически и морални отношения между една майка и изоставения от нея син. С чистотата на детското възприятие и надеждата да са отново заедно той тласка майка си към чувството за вина. Но скрупулите, в края на краищата, вземат връх у нея и оказват въздействие, равно на бездушието...

## Актьорски състав
| Изпълнител      | Роля                                       |
| --------------- | ------------------------------------------ |
| Георги Кишкилов | Ристо Никодимов, дърводелец                |
| Стойко Манов    | Фердов Панчо, пазачът на портала на завода |
| Симеон Викторов | шофьорът на камиона                        |